# Andrij Greczyło
Andrij Greczyło (ukr. Андрій Богданович Гречило; ur. 19 listopada 1963 we Lwowie) – ukraiński historyk, doktor habilitowany nauk historycznych, heraldyk i weksylolog. 
Prezes i założyciel Ukraińskiego Towarzystwa Heraldycznego.

## Życiorys
W 1985 ukończył studia na Wydziale Architektury Politechniki Lwowskiej. W latach 1985–1990 pracował jako architekt w Instytucie Wzornictwa Mistoproekt we Lwowie. Od roku 1990 pracuje we Lwowskim oddziale Instytutu Ukraińskiej Archeografii i Źródłoznawstwa im. M. S. Hruszewskiego Narodowej Akademii Nauk Ukrainy.
W roku 1995 obronił pracę doktorską Ukraińska heraldyka miejska: tendencje rozwoju i uzyskał stopień naukowy kandydata nauk. 
W 2012 roku uzyskał stopień naukowy doktora nauk historycznych (odpowiednik habilitacji) na podstawie pracy Ukraińska heraldyka ziemska.
W latach 1999–2010 wykładowca Uniwersytetu Lwowskiego, w 2010-2012 Ukraińskiego Uniwersytetu Katolickiego we Lwowie.
Zajmuje się badaniami herbów i flag oraz projektuje znaki dla ukraińskich jednostek samorządowych. Jest współautorem herbu państwowego Ukrainy (1991) oraz autorem herbow, flag i logo ponad 1000 miast i wiosek, wielu projektów symboli kościelnych i organizacyjnych.

## Odznaczenia
W 2009 odznaczony Orderem „Za zasługi” III stopnia. 

## Publikacje książkowe
- Ukraińska heraldyka miejska, Kijów, Lwów 1998
- Herby miast Ukrainy XIV – 1-j połowy XX wieku', Kijów 2001 (współautorzy I. Swarnyk oraz Ju. Sawczuk)
- Herby oraz flagi miast i wiosek Ukrainy, cz. 1, Lwów 2004
- Współczesne symbole obwodów Ukrainy, Lwów 2008
- Pieczęcie miasta Lwowa XIV-XVIII wieku, Lwów 2010
- Ukraińska heraldyka ziemska, Lwów 2010
- Nasz herb, Kijów 2018 (ed. B. Zawitij)
- Herby oraz flagi miast i wiosek Ukrainy, cz. 2, Lwów 2020